# Női 200 méteres síkfutás a 2020. évi nyári olimpiai játékokon
A 2020. évi nyári olimpiai játékokon az atlétika női 200 méteres síkfutás versenyszámát 2021. augusztus 2–3. között rendezték a tokiói olimpiai stadionban. Az aranyérmet a címvédő jamaicai Elaine Thompson-Herah nyerte. Ezzel ő lett az első nő, aki két egymást követő olimpián is meg tudta nyerni a 100 méteres és a 200 méteres számot is. 21,53-as ideje minden idők második legjobb ideje volt.
A kvalifikáció során 22,80 másodperc volt a szintidő.

## Rekordok
A versenyt megelőzően a következő rekordok voltak érvényben:
| Világrekord     | Florence Griffith Joyner (USA) | 21,34 | Szöul, Dél-Korea | 1988. szeptember 29. |
| Olimpiai rekord | Florence Griffith Joyner (USA) | 21,34 | Szöul, Dél-Korea | 1988. szeptember 29. |

## Eredmények
Az időeredmények másodpercben értendők. A rövidítések jelentése a következő:
| - OR: olimpiai rekord - AR: kontinens rekord - NR: országos rekord - PB: egyéni legjobb eredménye | - SB: 2021-ben az addigi legjobb eredménye - DNS: nem indult a futamon - DNF: nem ért célba |

### Előfutamok
Minden előfutam első három helyezettje automatikusan az negyeddöntőbe jutott. Az összesített eredmények alapján további három versenyző jutott a negyeddöntőbe.
1. előfutam
| H | Pálya | Név                     | Nemzet                 | Reakcióidő     | E     | Mj    |
| - | ----- | ----------------------- | ---------------------- | -------------- | ----- | ----- |
| 1 | 6     | Marie-Josée Ta Lou      | Elefántcsontpart (CIV) | 0,170          | 22,30 | Q     |
| 2 | 3     | Shaunae Miller-Uibo     | Bahama-szigetek (BAH)  | 0,137          | 22,40 | Q     |
| 3 | 8     | Nzubechi Grace Nwokocha | Nigéria (NGR)          | 0,156          | 22,47 | Q, PB |
| 4 | 4     | Gloria Hooper           | Olaszország (ITA)      | 0,191          | 23,16 | q, SB |
| 5 | 2     | Ana Azevedo             | Brazília (BRA)         | 0,192          | 23,20 | SB    |
| 6 | 5     | Olga Safronova          | Kazahsztán (KAZ)       | 0,162          | 23,64 |       |
|   |       |                         |                        | Szél: +0,3 m/s |       |       |

2. előfutam
| H | Pálya | Név                          | Nemzet            | Reakcióidő     | E     | Mj    |
| - | ----- | ---------------------------- | ----------------- | -------------- | ----- | ----- |
| 1 | 6     | Shelly-Ann Fraser-Pryce      | Jamaica (JAM)     | 0,140          | 22,22 | Q     |
| 2 | 3     | Beatrice Masilingi           | Namíbia (NAM)     | 0,185          | 22,63 | Q, NR |
| 3 | 2     | Dafne Schippers              | Hollandia (NED)   | 0,151          | 23,13 | Q     |
| 4 | 8     | Lisa-Marie Kwayie            | Németország (GER) | 0,169          | 23,14 | q     |
| 5 | 7     | Rafaéla Spanoudaki-Hatziriga | Görögország (GRE) | 0,131          | 23,16 | q     |
| 6 | 4     | Lucia Moris                  | Dél-Szudán (SSD)  | 0,149          | 25,24 |       |
| 7 | 5     | Najma Parveen                | Pakisztán (PAK)   | 0,173          | 28,12 | SB    |
|   |       |                              |                   | Szél: +0,4 m/s |       |       |

3. előfutam
| H | Pálya | Név               | Nemzet                 | Reakcióidő     | E     | Mj     |
| - | ----- | ----------------- | ---------------------- | -------------- | ----- | ------ |
| 1 | 8     | Mujinga Kambundji | Svájc (SUI)            | 0,129          | 22,26 | Q, =NR |
| 2 | 5     | Anavia Battle     | Egyesült Államok (USA) | 0,129          | 22,54 | Q      |
| 3 | 4     | Gémima Joseph     | Franciaország (FRA)    | 0,153          | 22,94 | Q      |
| 4 | 7     | Jaël Bestué       | Spanyolország (ESP)    | 0,171          | 23,19 | PB     |
| 5 | 6     | Inna Eftimova     | Bulgária (BUL)         | 0,141          | 23,42 |        |
|   |       |                   |                        | Szél: -0,2 m/s |       |        |

4. előfutam
| H | Pálya | Név                     | Nemzet                 | Reakcióidő     | E     | Mj           |
| - | ----- | ----------------------- | ---------------------- | -------------- | ----- | ------------ |
| 1 | 3     | Christine Mboma         | Namíbia (NAM)          | 0,275          | 22,11 | Q, WU20R, NR |
| 2 | 2     | Gabrielle Thomas        | Egyesült Államok (USA) | 0,172          | 22,20 | Q            |
| 3 | 5     | Aminatou Seyni          | Niger (NIG)            | 0,144          | 22,72 | Q, SB        |
| 4 | 8     | Rhoda Njobvu            | Zambia (ZAM)           | 0,145          | 23,33 |              |
| 5 | 6     | Jessica-Bianca Wessolly | Németország (GER)      | 0,176          | 23,41 |              |
| 6 | 4     | Vitória Cristina Rosa   | Brazília (BRA)         | 0,187          | 23,59 |              |
| 7 | 7     | Dutee Chand             | India (IND)            | 0,140          | 23,85 | SB           |
|   |       |                         |                        | Szél: +0,7 m/s |       |              |

5. előfutam
| H | Pálya | Név                 | Nemzet                | Reakcióidő     | E              | Mj     |
| - | ----- | ------------------- | --------------------- | -------------- | -------------- | ------ |
| 1 | 4     | Anthonique Strachan | Bahama-szigetek (BAH) | 0,155          | 22,76          | Q, =SB |
| 2 | 6     | Lorène Bazolo       | Portugália (POR)      | 0,130          | 23,21          | Q      |
| 3 | 7     | Dalia Kaddari       | Olaszország (ITA)     | 0,144          | 23,26 (23,251) | Q      |
| 4 | 2     | Shericka Jackson    | Jamaica (JAM)         | 0,167          | 23,26 (23,255) |        |
| 5 | 3     | Ivet Lalova-Collio  | Bulgária (BUL)        | 0,158          | 23,39          | SB     |
| 6 | 5     | Shanti Pereira      | Szingapúr (SGP)       | 0,164          | 23,96          | SB     |
|   |       |                     |                       | Szél: -0,3 m/s |                |        |

6. előfutam
| H | Pálya | Név                   | Nemzet               | Reakcióidő     | E     | Mj     |
| - | ----- | --------------------- | -------------------- | -------------- | ----- | ------ |
| 1 | 6     | Crystal Emmanuel      | Kanada (CAN)         | 0,157          | 22,74 | Q, SB  |
| 2 | 8     | Beth Dobbin           | Nagy-Britannia (GBR) | 0,136          | 22,78 | Q, =SB |
| 3 | 5     | Elaine Thompson-Herah | Jamaica (JAM)        | 0,165          | 22,86 | Q      |
| 4 | 4     | Imke Vervaet          | Belgium (BEL)        | 0,138          | 23,05 | q, PB  |
| 5 | 7     | Phil Healy            | Írország (IRL)       | 0,140          | 23,21 | SB     |
|   |       |                       |                      | Szél: +0,4 m/s |       |        |

7. előfutam
| H | Pálya | Név                  | Nemzet                 | Reakcióidő     | E     | Mj  |
| - | ----- | -------------------- | ---------------------- | -------------- | ----- | --- |
| 1 | 2     | Jenna Prandini       | Egyesült Államok (USA) | 0,163          | 22,56 | Q   |
| 2 | 6     | Gina Bass            | Gambia (GAM)           | 0,158          | 22,74 | Q   |
| 3 | 7     | Riley Day            | Ausztrália (AUS)       | 0,155          | 22,94 | Q   |
| 4 | 5     | Maja Mihalinec Zidar | Szlovénia (SLO)        | 0,145          | 23,62 | SB  |
| 5 | 4     | Kristina Knott       | Fülöp-szigetek (PHI)   | 0,133          | 23,80 |     |
|   | 8     | Jamile Samuel        | Hollandia (NED)        |                |       | DNS |
|   |       |                      |                        | Szél: +0,9 m/s |       |     |

### Elődöntők
Minden elődöntő első két helyezettje automatikusan az elődöntőbe jutott. Az összesített eredmények alapján további két futó került a döntőbe.
1. elődöntő
| H | Pálya | Név                     | Nemzet                 | Reakcióidő     | E              | Mj    |
| - | ----- | ----------------------- | ---------------------- | -------------- | -------------- | ----- |
| 1 | 6     | Shelly-Ann Fraser-Pryce | Jamaica (JAM)          | 0,143          | 22,13          | Q     |
| 2 | 4     | Beatrice Masilingi      | Namíbia (NAM)          | 0,181          | 22,40          | Q, PB |
| 3 | 5     | Anthonique Strachan     | Bahama-szigetek (BAH)  | 0,153          | 22,56 (22,551) | SB    |
| 4 | 9     | Riley Day               | Ausztrália (AUS)       | 0,147          | 22,56 (22,557) | PB    |
| 5 | 7     | Jenna Prandini          | Egyesült Államok (USA) | 0,142          | 22,57          |       |
| 6 | 2     | Dafne Schippers         | Hollandia (NED)        | 0,151          | 23,03          |       |
| 7 | 8     | Lorene Bazolo           | Portugália (POR)       | 0,138          | 23,20          |       |
| 8 | 3     | Lisa Marie Kwayie       | Németország (GER)      | 0,169          | 23,42          |       |
|   |       |                         |                        | Szél: +0,3 m/s |                |       |

2. elődöntő
| H | Pálya | Név                          | Nemzet                 | Reakcióidő     | E     | Mj           |
| - | ----- | ---------------------------- | ---------------------- | -------------- | ----- | ------------ |
| 1 | 9     | Elaine Thompson-Herah        | Jamaica (JAM)          | 0,165          | 21,66 | Q, =PB       |
| 2 | 4     | Christine Mboma              | Namíbia (NAM)          | 0,212          | 21,97 | Q, WU20R, AR |
| 3 | 6     | Gabrielle Thomas             | Egyesült Államok (USA) | 0,156          | 22,01 | q            |
| 4 | 5     | Gina Bass                    | Gambia (GAM)           | 0,144          | 22,67 |              |
| 5 | 8     | Beth Dobbin                  | Nagy-Britannia (GBR)   | 0,145          | 22,85 |              |
| 6 | 7     | Crystal Emmanuel             | Kanada (CAN)           | 0,166          | 23,05 |              |
| 7 | 2     | Gemima Joseph                | Franciaország (FRA)    | 0,168          | 23,19 |              |
| 8 | 1     | Gloria Hooper                | Olaszország (ITA)      | 0,197          | 23,28 |              |
| 9 | 3     | Rafaéla Spanoudaki-Hatziriga | Görögország (GRE)      | 0,117          | 23,38 |              |
|   |       |                              |                        | Szél: +0,3 m/s |       |              |

3. elődöntő
| H | Pálya | Név                     | Nemzet                 | Reakcióidő     | E     | Mj     |
| - | ----- | ----------------------- | ---------------------- | -------------- | ----- | ------ |
| 1 | 6     | Marie-Josée Ta Lou      | Elefántcsontpart (CIV) | 0,178          | 22,11 | Q, SB  |
| 2 | 5     | Shaunae Miller-Uibo     | Bahama-szigetek (BAH)  | 0,154          | 22,14 | Q      |
| 3 | 7     | Mujinga Kambundji       | Svájc (SUI)            | 0,139          | 22,26 | q, =NR |
| 4 | 9     | Nzubechi Grace Nwokocha | Nigéria (NGR)          | 0,172          | 22,47 | =PB    |
| 5 | 8     | Aminatou Seyni          | Niger (NIG)            | 0,156          | 22,54 | NR     |
| 6 | 4     | Anavia Battle           | Egyesült Államok (USA) | 0,167          | 23,02 |        |
| 7 | 2     | Imke Vervaet            | Belgium (BEL)          | 0,139          | 23,31 |        |
| 8 | 3     | Dalia Kaddari           | Olaszország (ITA)      | 0,134          | 23,41 |        |
|   |       |                         |                        | Szél: +0,1 m/s |       |        |

### Döntő
| H     | Pálya | Név                     | Nemzet                 | Reakcióidő     | E     | Mj        |
| ----- | ----- | ----------------------- | ---------------------- | -------------- | ----- | --------- |
| Arany | 7     | Elaine Thompson-Herah   | Jamaica (JAM)          | 0,173          | 21,53 | NR        |
| Ezüst | 5     | Christine Mboma         | Namíbia (NAM)          | 0,169          | 21,81 | WU20R, AR |
| Bronz | 3     | Gabrielle Thomas        | Egyesült Államok (USA) | 0,159          | 21,87 |           |
| 4     | 4     | Shelly-Ann Fraser-Pryce | Jamaica (JAM)          | 0,141          | 21,94 |           |
| 5     | 6     | Marie-Josée Ta Lou      | Elefántcsontpart (CIV) | 0,150          | 22,27 |           |
| 6     | 8     | Beatrice Masilingi      | Namíbia (NAM)          | 0,166          | 22,28 | PB        |
| 7     | 2     | Mujinga Kambundji       | Svájc (SUI)            | 0,147          | 22,30 |           |
| 8     | 9     | Shaunae Miller-Uibo     | Bahama-szigetek (BAH)  | 0,145          | 24,00 |           |
|       |       |                         |                        | Szél: +0,8 m/s |       |           |